# Катастрофа L-049 в Ричмонде
Катастрофа L-049 в Ричмонде — крупная авиационная катастрофа пассажирского самолёта Lockheed L-049E Constellation авиакомпании Imperial Airlines, произошедшая поздним вечером в среду 8 ноября 1961 года близ Ричмонда (штат Виргиния). Авиалайнер выполнял пассажирский рейс IM-201/8 по перевозке солдат-новобранцев и следовал из Балтимора (Мэриленд) в Колумбию (Южная Каролина), когда через некоторое время после вылета у него остановились оба правых двигателя, поэтому было принято решение следовать в Ричмонд (Виргиния). Но при подходе к аэропорту из-за отсутствия взаимодействия между пилотами был начат преждевременный заход на посадку, который затем был прерван. При повторном заходе на посадку отказал ещё один двигатель, после чего лайнер упал на лес и сгорел. В пожаре погибли 77 человек, что на то время делало данную авиакатастрофу крупнейшей в штате Виргиния.

## Экипаж
Фактически экипаж состоял из двух командиров воздушного судна (КВС), двух бортинженеров и одной стюардессы:
- Командир воздушного судна — 29-летний Рональд Х. Конвей (англ. Ronald H. Conway). В авиакомпании Imperial с марта 1960 года, имел квалификацию пилота самолётов C-46 и L-049. По данным на 15 мая 1961 года, когда проходил последнюю проверку, имел общий лётный стаж 4433 часа, в том числе 293 часа на L-049.
- Командир воздушного судна — 45-летний Джеймс Э. Гримли (англ. James A. Greenlee). В авиакомпании Imperial с июня 1960 года, имел квалификацию пилота самолётов C-46, DC-4, DC-6, DC-7 и L-049. По данным на 1 ноября 1961 года имел общий лётный стаж 17 841 час, в том числе 352 часа на L-049.
- Бортинженер — 30-летний Уильям Ф. Пойтресс (англ. William F. Poythress). В авиакомпании Imperial работал уже два года как авиатехник и бортинженер, имел квалификацию бортинженера самолёта L-049. Общий налёт на L-049 составлял 200 часов.
- Бортинженер-стажёр — Питер Э. Кларк (англ. Peter E. Clark).
- Стюардесса — Линда Джонс (англ. Linda Johns).

## Самолёт
Lockheed L-049 Constellation с заводским номером 1976 по некоторым данным был выпущен 30 апреля 1946 года. Изначально самолёт относился к модели 49-11-26 и на период производства его регистрационный номер был 42-94555, так как данный борт предназначался для американских военно-воздушных сил. Однако в армию самолёт не поступил, при этом практически сразу после выпуска компания-изготовитель присвоила ему бортовой номер N90603. Затем этот самолёт практически за бесценок приобрела британская авиакомпания British Overseas Airways Corporation (BOAC), в которую он поступил 21 мая и где после перерегистрации получил бортовой номер G-AHEK и имя «Berwick». Также самолёт был переделан в пассажирскую модель 049-46-26 с пассажировместимостью салона 65 мест туристического класса. В октябре 1952 года авиалайнер переделали в модель 049D, а в июле 1953 года — в модель 049E. 27 февраля его продали американской авиакомпании Capital Airlines, где был присвоен новый регистрационный номер N2737A, а с 28 марта началась эксплуатация. Летом 1958 года самолёт приобрела американская Leased Coastal Cargo, позже переименованная в Coastal Air Lines, а 14 апреля 1961 года выкупила базирующаяся во Флориде компания Miami Aircraft and Engine Sales. 2 мая последняя сдала борт N2737A авиакомпании Imperial Airlines — небольшому авиаперевозчику, лётный парк которого состоял в общей сложности лишь из четырёх самолётов: трёх Lockheed L-049 Constellation (борта N67953, N2737A и N86532) и одного Curtiss-Wright C-46 Commando.
Каждая из четырёх силовых установок состояла из поршневого двигателя Wright 745-18BA-3, оборудованного воздушным винтом Hamilton Standard 33E60.
Последний капитальный ремонт (каждые 12 тысяч часов) борт N2737A проходил 30 июня 1958 года, ещё в период эксплуатации в Capital Airlines, а его наработка составляла 28 290 часов. На момент поступления в Imperial Airlines его наработка составляла 32 001 час. Последние известные данные о наработке лайнера датируются 31 октября 1961 года — 32 589 часов, в том числе 47 часов от последней проверки (каждые 600 часов). Наработка двигателей от № 1 к № 4 (слева направо) на эту дату от последнего капитального ремонта составляла соответственно 1164 часа 30 минут, 47 часов 22 минуты, 1360 часов 2 минуты и 47 часов 22 минуты. Известно, что борт N2737A совершал полёты 2, 3, 6, 7 и 8 ноября, но записи о них не сохранились.

## Хронология событий

### Предшествующие обстоятельства
Самолёт был зафрахтован армией США и выполнял чартерный рейс IM-201/8 по доставке группы военных в Колумбию (штат Южная Каролина). Согласно заданию, борт N2737A должен был вылететь из Колумбии (Южная Каролина), после чего последовательно совершить посадки в Ньюарке (штат Нью-Джерси), Уилкс-Барре (штат Пенсильвания), и Балтиморе (штат Мэриленд). На этих остановках на самолёт должны были садиться солдаты-новобранцы, после чего собранную группу следовало доставить в Колумбию, откуда солдат должны были уже доставить на место несения службы.
В ходе подготовки в Колумбии на борт залили 3180 галлонов топлива, а также экипаж изменил план полёта, отказавшись от радиолокационного контроля со стороны диспетчера (полёт по приборам) и решив выполнять визуальный полёт. В 15:14 авиалайнер с одним только экипажем вылетел из Колумбии в Ньюарк. Согласно показаниям бортинженера Пойтресса, он после взлёта обратил внимание, что топливомер № 3 занижает показания, после чего обратился к стажёру Кларку: Что будем делать?. Стажёр ответил: Я собираюсь включить кольцевание между третьим и четвёртым, чтобы обеспечить положительное давление на правой стороне. Бортинженеры включили кольцевание топливных баков, но не стали говорить об этом командиру, как и о падении давления топлива. Когда «Локхид» поднялся до крейсерской высоты 9500 футов (2900 м), тумблеры кольцевания были выключены. Дальнейший полёт на данном этапе прошёл в нормальном режиме.
В 17:37 авиалайнер приземлился в Ньюарке. Стоянка здесь составила 45 минут, в ходе которой на борт сели 26 пассажиров. Техническое обслуживание и дозаправка не проводились; согласно показаниям бортинженера, остаток топлива в баках составлял 2300 галлонов. В 18:22 самолёт вылетел в Уилкс-Барре, причём бортинженер перед самым взлётом включил кольцевание между третьим и четвёртым баками для сохранения давления топлива. Полёт проходил на высоте 4500 футов (1400 м) по правилам визуальных полётов.
Стоянка в Уилкс-Барре по плану должна была составлять 15 минут, но фактически продлилась 16 минут. Всего на борт сел 31 пассажир; при выполнении посадки оба левых двигателя (№ 1 и 2) были отключены, а оба правых (№ 3 и 4) продолжали работать. В 19:12 борт N2737A вылетел в Балтимор, при этом бортинженер снова перед самым взлётом включил кольцевание баков. Взлётный вес авиалайнера при вылете из Уилкс-Барре был оценён в 82 176 фунтов (37 274 кг) при максимально допустимом 98 000 фунтов (44 000 кг). Как и на предыдущем этапе, полёт выполнялся визуально на крейсерской высоте 4500 футов (1400 м).
Лайнер благополучно приземлился в Балтиморе, где на период стоянки снова были отключены оба левых двигателя. На борт сели 16 пассажиров, после чего самолёт отъехал от перрона и начал движение к началу полосы, когда ему дали указание вернуться, чтобы забрать ещё одного пассажира. Перед самым взлётом бортинженер опять открыл краны кольцевания между правыми топливными баками. В 20:30 авиалайнер оторвался от полосы аэропорта Вашингтон (город Балтимор), начав выполнять свой последний рейс. В 20:35 пилот Гринли связался с диспетчерским центром в аэропорту Вашингтон и сообщил план полёта: визуальный полёт на высоте 4500 футов (1400 м) прямым курсом на Колумбию (Южная Каролина), полётная скорость 218 узлов, расчётная продолжительность полёта 2 часа 10 минут при запасе топлива на 5 часов 30 минут, на борту 74 пассажира и 5 членов экипажа.
Согласно имеющимся показаниям, в этом полёте обязанности командира выполнял Конвей, сидевший в левом кресле, а сидевший в правом кресле Гринли выполнял обязанности второго пилота. Также командир Конвей утверждал, что обязанности бортинженера выполнял стажёр Кларк, но Пойтресс утверждал, что именно он сидел на месте бортинженера при вылете из Балтимора. После вылета экипаж довернул на запад, чтобы обойти переполненное воздушное пространство, а также выйти на воздушный коридор «Victor 3», который проходил через пункты Бруквиль (вероятно, имелся в виду Брук-Омни), Флэт-Рок , Роли/Дарем, Уинстон, Честерфилд и Колумбия. В районе Бруквиля самолёт достиг заданной высоты, после чего режим двигателей был снижен до номинального.

### Отказ двигателей
Самолёт пролетел Бруквиль и следовал ещё некоторое время (выжившие не смогли его точно указать), когда его начало вдруг уводить вправо, одновременно с этим загорелись сигнальные лампы низкого давления топлива в обоих правых двигателях. Бортинженер Пойтресс в это время как раз сошёл с места, чтобы уступить стажёру, но когда Кларк обратил его внимание на пульт, то вернулся обратно. Двигатель № 3 остановился, а № 4, наоборот, увеличил число оборотов с 1500 до 2000 оборотов в минуту. Командир крикнул бортинженеру, что у них проблемы с топливом, на что последний сразу открыл краны кольцевания всех четырёх баков, а также попытался перезапустить оба правых двигателя. Какой уровень топлива в баках показывали в это время датчики, никто из выживших не запомнил. Далее бортинженеру сказали, чтобы он бросил пытаться перезапустить сразу оба двигателя, сосредоточившись только на одном, желательно четвёртом, так как он работает. Но бортинженер сказал, что не может перезапустить четвёртый, поэтому попытается запустить третий двигатель, а четвёртый остановить.
В это же время из салона прибежал стажёр, который открыл клапан кольцевания между правыми и левыми топливными баками, причём для этого пришлось использовать отвёртку. Пилоты только сейчас узнали, что у них, оказывается, с самого начала были проблемы с давлением топлива. Бортинженер перепробовал все попытки запустить хоть один из правых двигателей, но всё было тщетно, о чём было сказано командиру Конвею, на что тот принял решение выполнять вынужденную посадку в Ричмонде. Оба правых двигателя были зафлюгированы, а стрелки их тахометров находились на нулевых показаниях.
Температура в левых двигателях была в норме, а ситуация в целом проходила нормально. Связавшись с вышкой аэропорта Бёрд-Филд, пилоты доложили о ситуации на борту и намерении совершить посадку у них. Стюардессе было сообщено о проблемах с двигателем и следовании на Ричмонд, после чего дали указание предупредить пассажиров о вынужденной посадке. Так как никто не рассчитывал на то, что может возникнуть аварийная ситуация и посадка вне аэродрома, пассажиров не стали инструктировать о действиях при эвакуации в случае пожара.

### Катастрофа

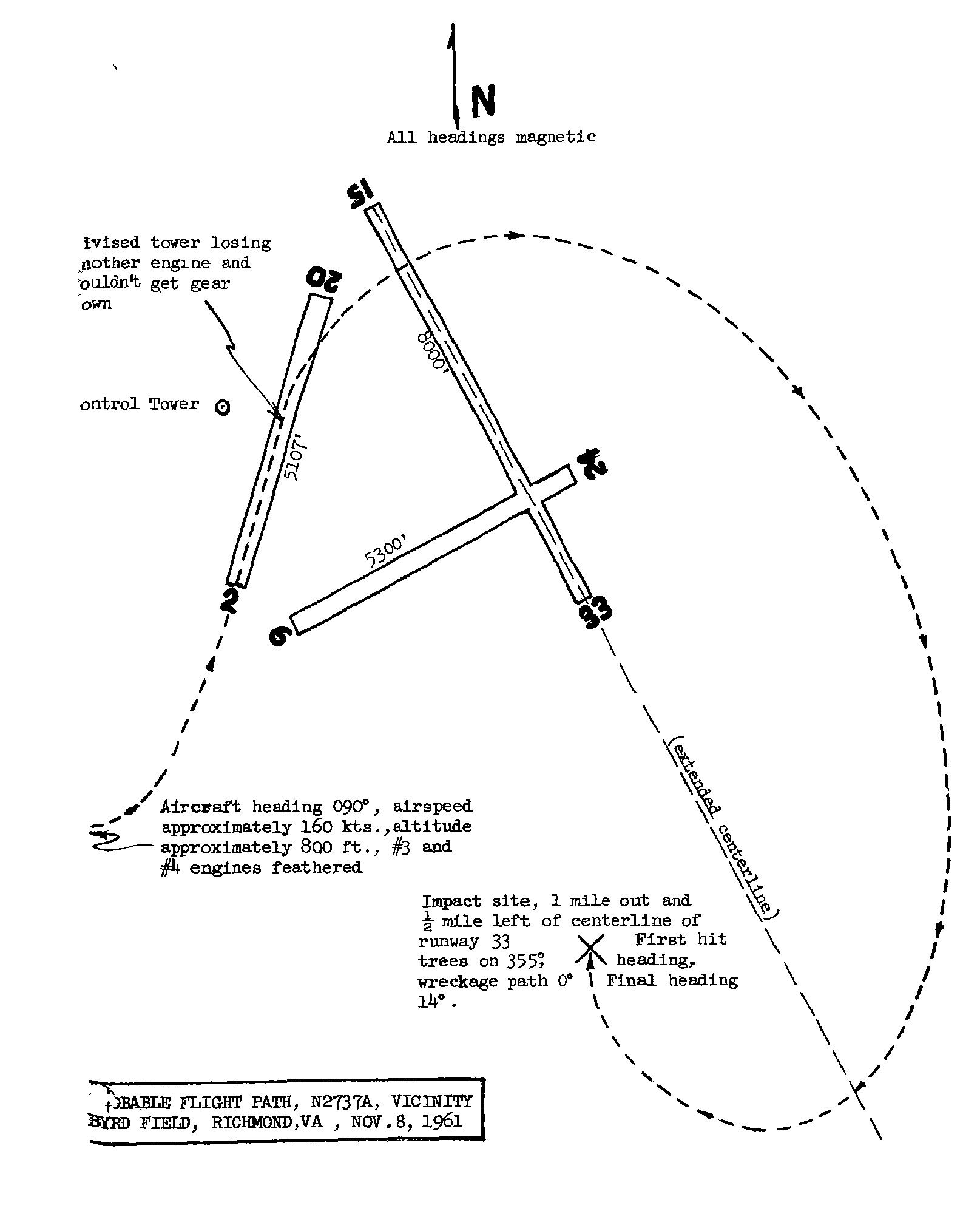
Траектория полёта самолёта и схема аэропорта

На подходе к Ричмонду командир доложил диспетчеру, что они находятся к югу от города и будут заходить на полосу 33. Самолёт в это время следовал с примерным курсом 90° (на восток) на нормальной скорости, а экипаж начал выпускать закрылки. Пилотирование осуществлял ещё второй пилот, который вдруг воскликнул «Давайте сядем на ту полосу», после чего повернул самолёт влево на северо-восток и опустил рычаг шасси. Когда командир глянул туда, куда поворачивал второй пилот, то увидел внизу ярко освещённую полосу 02. Быстро оценив высоту и скорость полёта, командир решил, что они не успеют приземлиться, а переведя взгляд на индикаторы шасси, крикнул «шасси не выпускаются». Затем он обернулся и увидел, что бортинженеры установили переключатели гидравлических систем в аварийное положение, либо близко к этому. Командир опять перевёл взгляд на расположенную перед ним панель и увидел, что индикаторы убранных шасси ещё горят, поэтому крикнул, чтобы шасси выпустили в аварийном режиме. В это время пилоты уже прервали заход на посадку и увеличили режим двигателей.
Скорость и высота позволяли долететь до полосы 33, но для этого ещё предстояло выполнить правый поворот, то есть на неработающие двигатели. Также в процессе разворота на землю было доложено: Башня, мы прерываем заход. У нас ещё кое-что — шасси не выпускаются. Взяв на себя управление, командир, пролетев над полосой, начал выполнять правый поворот, но быстро потерял из вида расположенную справа полосу 33, поэтому снова передал управление второму пилоту, который, сидя с правой стороны, лучше видел аэропорт. В это время стажёр начал вручную подкачивать давление во вспомогательной гидросистеме, чтобы суметь выпустить шасси. Лайнер плавно выполнил правый поворот, но командир по-прежнему не мог увидеть полосу, когда бортинженер вдруг доложил, что они теряют двигатель № 1 (крайний левый). Тогда командир стал помогать второму пилоту управлять машиной, когда бортинженер ещё раз доложил о падении мощности в первом двигателе. Затем вдруг ручка выпуска шасси самопроизвольно передвинулась вниз. На самом деле это стажёр наконец смог с помощью ручного насоса повысить давление в гидросистеме настолько, что шасси вышли из ниш. Также на пульте загорелись два из трёх индикаторов выпуска шасси.
Продолжая поворачивать вправо, «Локхид» оказался левее продолжения оси полосы 33, а командир понял, что они не смогут приземлиться на эту полосу, поэтому потянул штурвал на себя, поднимая нос и выводя лайнер из снижения. Однако самолёт от такого действия начал быстро терять скорость и высоту. Последнее значение воздушной скорости, которое запомнил командир, было примерно 90—95 узлов. Через мгновение машина с правым креном 10° на высоте 50 футов (15 м) над землёй врезалась в деревья. Промчавшись над поляной длиной 100 футов (30 м), борт N2737A врезался в толстые деревья, промчавшись через которые на протяжении около 100 футов (30 м) упал на землю и остановился.
Удар был относительно мягким, а самолёт не разрушился. Также, как позже показала экспертиза, никто не погиб при ударах о деревья. Но когда бортинженер Пойтресс открыл дверь в салон, то увидел, что тот весь затянут дымом. Тогда Пойтресс выбрался наружу через дверь с правой стороны кабины. Командир Конвей успел выбраться наружу через раздвижное окно. Через секунды авиалайнер был поглощён огнём, перерезавшим все выходы. Кто-то из пассажиров сумел выбраться наружу, после чего стал помогать остальным. Стюардесса и бортинженер-стажёр пытались открыть переднюю входную дверь, но её завалило деревьями. Отдельные пассажиры пытались открыть аварийные выходы, но не смогли.
Кроме командира Конвея и бортинженера Пойтресса больше никто не выжил в катастрофе. Пилот Гринли, бортинженер-стажёр Клар, стюардесса Джонс и все 74 пассажира погибли из-за отравления дымом. На то время по масштабам это была крупнейшая авиационная катастрофа в штате Виргиния.

## Предварительное расследование
Как показала проверка двигателей, все четыре были исправны и не имели признаков отказа. При столкновении с деревьями частота вращения первого двигателя составляла 2600 оборотов в минуту, а воздушный винт находился в режиме подготовки к отключению двигателя. Частота вращения второго двигателя составляла 2563 оборотов в минуту, а его воздушный винт находился в режиме тяги. Воздушные винты обоих правых двигателей были зафлюгированы.
Проверка клапанов топливной системы показала, что все они работали исправно. При проверке топливных фильтров было установлено, что фильтры левых двигателей оказались уничтожены в пожаре, но зато уцелели фильтры правых двигателей, и эти самые фильтры как раз оказались забиты инородными вкраплениями. Было решено тогда проверить степень загрязнения топлива, так как форсунки авиационных двигателей достаточно чувствительны к этому фактору. Как удалось установить, до вылета из Колумбии на борту находилось 1832 галлона топлива, но пилот Гринли запросил залить ещё примерно по 800 галлонов в топливные баки с каждой стороны. Заправка выполнялась двумя автозаправщиками. Следователи проверили эти заправщики и обнаружили, что в грузовике, который заправлял правую плоскость (баки 3 и 4), топливо было сильно загрязнено. Также оказалось, что два из двадцати элементов топливного фильтра в правой плоскости были неправильно установлены и пропускали грязь к двигателям. Когда выяснилось, что от грузовика с грязным топливом заправляли ещё и другие самолёты компании Imperial, включая борт N86532, следователи изучили эти лайнеры и в одном из них обнаружили сильное загрязнение. Но при этом данная грязь практически не влияла на работу двигателей.
Тщательная проверка парка компании Imperial показала, что их техническое обслуживание проводилось с нарушениями, а межремонтные сроки завышались. Также в авиакомпании не гнушались использовать контрафактные детали. Сами экипажи многие обнаруженные в полёте замечания по работе попросту не указывали. Фактически пригодность разбившегося борта N2737A для выполнения злополучного полёта теперь была под большим вопросом.

## Анализ данных

### Техническое состояние топливной системы
На слушаниях по катастрофе Джон Мэйфилд (англ. John Mayfield), который занимал пост Старшего бортинженера авиакомпании, довольно расплывчато, а то и противоречиво отвечал на вопросы следователей относительно технического обслуживания борта N2737A в Колумбии. В частности он сперва заявил, что лично получил из другой авиакомпании пару электрических щёток для их установки в подкачивающие насосы № 2 и 3, при этом одну из щёток пришлось подпилить, чтобы она подошла, а другая же щётка была нужного типа. Однако на следующих слушаниях он «забыл», что вторая щётка была нужного типа. Когда ему на это указали, он стал отрицать, что получал обе щётки, указав, что вторую ему дал мистер Кларк. Следователи смогли восстановить второй подпитывающий насос и установленная в нём щётка не подходила для данной модели. Ремонт третьего подкачивающего насоса, возможно, либо не проводили, либо сделали лишь временный, лишь бы не задерживать вылет. Тот же Мэйфилд на повторных слушаниях начал вскоре утверждать, что на самолёте был установлен временный подкачивающий насос, и в авиакомпании есть специальный комплект таких. Однако на других бортах запасных подкачивающих насосов найдено не было, так как для них запасных насосов и не заказывали.
Из-за того, что подкачивающий насос № 3 теперь не мог работать на полную мощность, при вылете из Колумбии возник скачок давления в двигателе № 3. На работу двигателя это практически не повлияло, так как топливо продолжало исправно поступать, но бортинженер-стажёр на это отреагировал открытием кранов кольцевания, тем самым соединив системы питания обоих правых двигателей. Так как насос № 4 работал исправно, то, создавая более высокое давление, он создал такой напор топлива, по сравнению с насосом № 3, что закрыл обратный клапан между коллектором и топливным баком № 3. В результате когда бортинженеры включали кольцевание, то оба правых двигателя начинали питаться топливом лишь из бака № 4. Хотя бортинженер и утверждал, что кольцевание включалось лишь перед взлётом, следователи решили, что оно включалось на гораздо больший срок, возможно, даже в течение значительной части полёта. В результате произошло истощение топлива в баке № 4, после чего двигатели остановились. При испытаниях в условиях работы двигателей на значительной части полёта от одного бака, 800 галлонов топлива были сожжены спустя такое же лётное время, что и в случае с рейсом 201/8.
Высказанную выше версию о загрязнении топлива как одну из причин катастрофы комиссия сочла несостоятельной, так как полёт продолжался несколько часов, при этом сбоев в работе двигателей не наблюдалась. Остановка двигателей произошла только после истощения топлива, к тому же взятые из автозаправщика образцы топлива по сравнению с топливом на борту разбившегося самолёта были втрое сильнее загрязнены, а потому по ним нельзя точно установить, насколько загрязнение ухудшило работу двигателей.
В целом самолёт был признан непригодным в полётам из-за нескольких факторов:
1. Нестандартный ремонт, затронувший лётную пригодность самолёта.
2. Самолёт эксплуатировался с нарушениями руководства по лётной эксплуатации.
3. Были превышены установленные межремонтные интервалы.
4. Не велись журналы об отмеченных в полётах неисправностях.

Когда правые двигатели остановились, а бортинженер начал пытаться их перезапустить, топливный бак № 4 был уже сух, но его подкачивающий насос, продолжая перегонять уже воздух, сумел тем не менее создать такое давление воздуха, что оно продолжало запирать обратный клапан бака № 3. По мнению экспертов, если бы бортинженер выключил краны кольцевания, как это указано в процедурах по запуску двигателей в воздухе, то он сумел бы запустить двигатель № 3, так как в его топливном баке ещё был достаточный запас горючего.

### Выполнение захода на посадку
Можно обратить внимание, что когда в 21:12 экипаж в первый раз связывается с диспетчерской вышкой Ричмондского аэропорта, авиалайнер уже летит лишь на двух работающих левых двигателях. При этом у экипажа, на протяжении как минимум 8 минут после доклада о следовании в Ричмонд, не было проблем с пилотированием самолёта, несмотря на дисбаланс тяги, создающего разворачивающий момент. За это стоит отдать должное создателям модели L-049, к которой относился борт N2737A, так как её разрабатывали с условием возможности выполнения полёта на двух оставшихся рабочих двигателях, даже если оба они расположены на одной стороне крыла (пункт 4b «Положений гражданской авиации»).
В целом выполнялся нормальный заход на полосу 33, когда в кабине возник конфликт во взаимодействии. Хотя Гринли имел квалификацию командира самолёта, но в данном полёте он, по договорённости между пилотами, выполнял обязанности второго пилота, однако в возникшей ситуации он вёл пилотирование и даже отдавал команды остальным членам экипажа. Увидев, что полоса 02 гораздо ближе, он без обсуждения начал выполнять заход на неё, а также велел выпустить шасси. Но шасси не выпускались, так как давление в гидросистеме его привода создавалось гидронасосами, приводимыми от двигателей № 3 и 4, то есть когда оба правых двигателя оказались отключены, то и гидросистема выпуска-уборки стоек шасси прекратила работу. На этот случай борт N2737A оборудован специальным клапанным переключателем, который подключает гидросистему шасси к гидронасосам двигателей на левой стороне крыла. Но в парке авиакомпании это был единственный Lockheed Constellation, оборудованный таким переключателем, тогда как на остальных двух самолётах такой модели его не было. Этот переключатель был найден и он оказался в закрытом положении, а гидронасосы левых двигателей, как показала экспертиза, до удара были исправны. Если бы клапан был открыт, то в течение 20—25 секунд шасси бы вышли, но бортинженеры забыли об особенности данного самолёта и начали вручную создавать давление в системе, что привело к значительной задержке с выпуском шасси.
Невыпуск шасси стал одним из основных факторов в принятии решения о прерывании захода на посадку на полосу 02, поэтому оба левых двигателя были переведены на полную мощность. Также пилотирование стал выполнять уже Конвей, который в данном полёте выполнял обязанности командира, но был вынужден затем передать управление напарнику, так как не мог видеть расположенный справа от самолёта аэродром. Когда «Локхид» находился к югу от полосы и начал выполнять последний разворот, то экипаж стал опасаться, как бы тот не пересёк продолжение осевой линии полосы, тем самым оказавшись к западу от последней, поэтому стал уменьшать радиус виража увеличением правого крена. Но увеличившийся крен, да ещё на неработающие двигатели, привёл к тому, что машина стала терять поступательную скорость, а заодно и высоту. Пилоты попытались выйти из снижения, потянув штурвалы «на себя», тем самым поднимая нос самолёта, когда из-за длительной работы с высокой нагрузкой отказал двигатель № 1 (крайний левый). На горизонтальный полёт лишь с одним работающим двигателем из четырёх борт N2737A был уже не рассчитан, поэтому, теряя скорость и высоту, он врезался в деревья.

### Аспекты выживания
При столкновении самолёта с деревьями люди на борту получили ранения. Но по данным патологической экспертизы этих раненных было относительно немного. Зато во всех образцах крови погибших была обнаружена концентрация угарного газа, которая у одних была относительно небольшой, но, плавно повышаясь, достигла у некоторых 80 % насыщения. Образовавшийся снаружи пожар быстро разгорался, а через проломы в фюзеляже, что возникли при падении самолёта на лес, дым и пламя стали проникать салон, который таким образом превратился в газовую камеру. Вдыхая дым, люди теряли сознание и погибали спустя некоторое время, которое разнилось от 30 секунд до 2 минут, в зависимости от физиологических особенностей. Конечно, часть людей могла бы спастись, но тут сыграли такие факторы пожара, как высокая концентрация дыма, яркое и горячее пламя, которые вводили в шоковое состояние, а также создали панику среди пассажиров, так как их попросту никто не подготовил к выполнению эвакуации; основные выходы же при этом оказались либо завалены, либо их заклинило.

## Причина катастрофы
Причиной катастрофы было названо отсутствие взаимодействие внутри экипажа, где каждый принимал решения без обсуждения с остальными, а также плохое знание оборудования, в результате чего произошёл последовательный отказ трёх двигателей, что создало аварийную ситуацию, с которой экипаж не смог справиться.
Проанализировав имеющиеся данные, комиссия пришла к выводам, что экипаж не был подготовлен к выполнению полёта, как по части квалификации, так и по осознанию ответственности за пассажиров на борту. Руководство авиакомпании знало о нарушениях сотрудников, но закрывало на это глаза. Выпущенные в Imperial руководства по выполнению полётов имели различные нарушения. Кадровая политика авиакомпании также была подвергнута критике.

### Комментарии
1. ↑  Здесь и далее по умолчанию указано Североамериканское восточное время (EST).